# Görlsdorf (Angermünde)
Görlsdorf ist ein Ortsteil der Stadt Angermünde im Landkreis Uckermark in Brandenburg.
Der Ort liegt nordwestlich der Kernstadt Angermünde an der Kreisstraße 7347 und an der Welse, einem linken Nebenfluss der Oder. Östlich verläuft die B 198, südwestlich erstreckt sich das rund 320,3 ha große Naturschutzgebiet Fischteiche Blumberger Mühle.

## Geschichte
Das Rittergut Görlsdorf mit Steinhöfel gehörte den von Sparr und wurde 1605 von dem kurbrandenburgischen Oberst Adam Valentin von Redern erworben. Nach dem Dreißigjährigen Krieg waren Dorf und Gut jedoch ruiniert und die Grundherrschaft ging in den Besitz von Jobst Otto von Hake über, bevor die Redern sie 1720 zurück erwarben. Das Herrenhaus wurde 1845 bis 1850 erbaut. Bereits Mitte des 19. Jahrhunderts war die Herrschaft Görlsdorf ein Familienfideikommiss. Um 1880 weist das erstmals amtlich publizierte Generaladressbuch der Rittergutsbesitzer in Preußen für Görlsdorf inklusive Redernswalde konkret 2384 ha aus. Davon waren 1715 ha Waldbesitz, Pächter Ober-Amtmann Schmidt. Der Besitzer, Oberst-Kämmerer Graf Redern lebte in Görlsdorf und von Amts wegen in Berlin. Das Rittergut Frauenhagen nebst Kuhweide gehörte ebenso zu seinem Eigentum.
Da Wilhelm Heinrich Graf von Redern, Enkel des Vorgenannten, 1914 zu Beginn des Ersten Weltkriegs als Letzter seiner Familie fiel, erbte sämtliche Güter seine älteste Schwester Viktoria, die mit Ernst Georg Fürst zu Lynar verheiratet war, der auch den Titel Graf von Redern erhielt. Ihr Sohn Ernst Wilhelm Fürst zu Lynar, Graf von Redern (1924–2005), wurde 1945 enteignet und das Herrenhaus im selben Jahr durch Brandstiftung zerstört. Fürst Lynar wurde 2005 in Görlsdorf beerdigt.
Auf der Gemarkung liegt der Wohnplatz Blumberger Mühle. Abgegangen auf der Gemarkung sind die Wohnplätze Kreuz und Erichshagen.

## Sehenswürdigkeiten

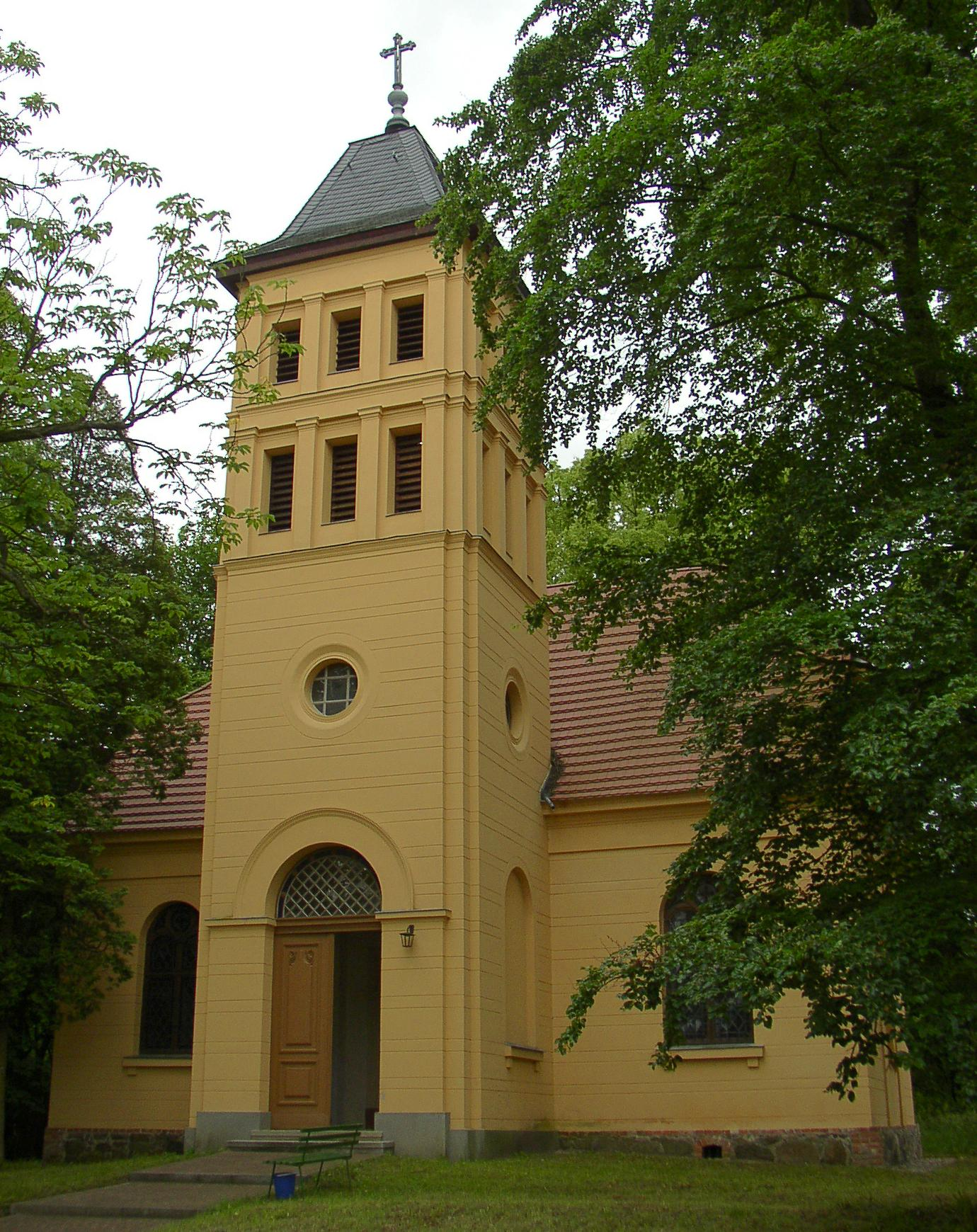
Dorfkirche Görlsdorf

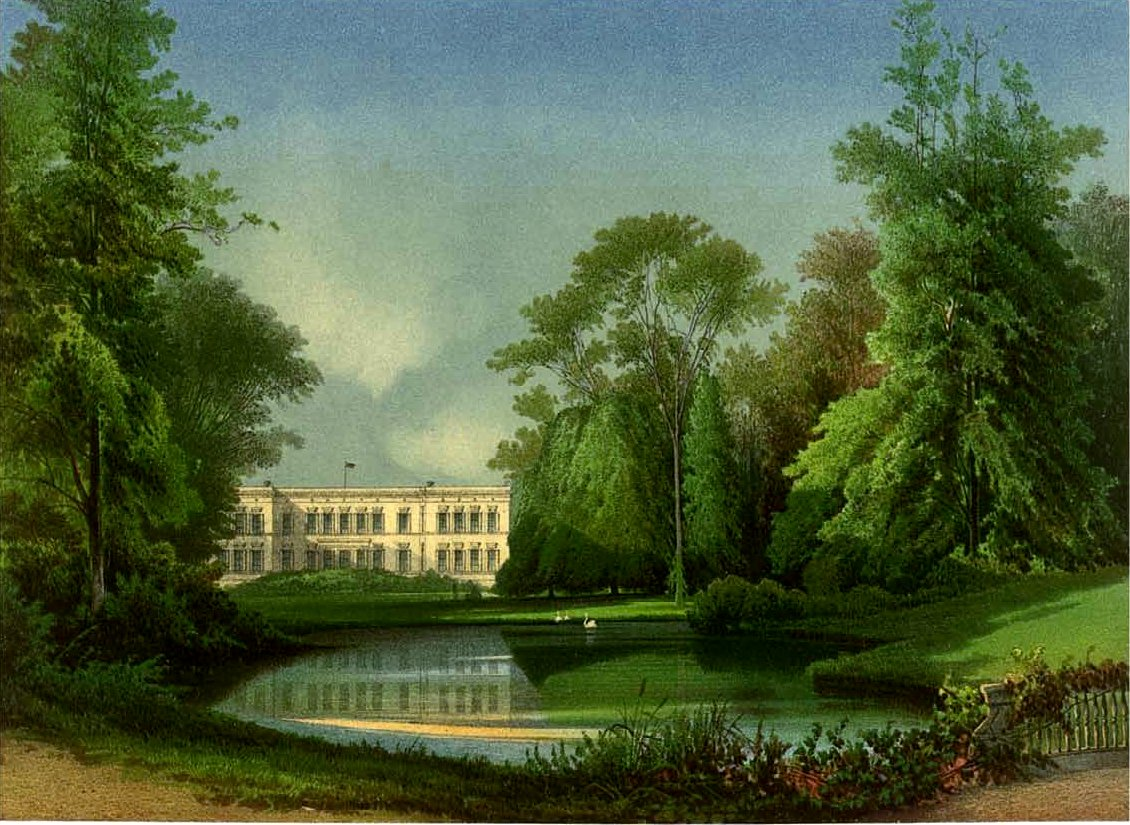
Herrenhaus Görlsdorf im 19. Jh., etwa 1857/58, nach Alexander Duncker

In der Liste der Baudenkmale in Angermünde sind für Görlsdorf zehn Baudenkmale aufgeführt:
- Gutsanlage, bestehend aus den Resten der Grundmauern und der Terrasse des Herrenhauses, Gutspark
- Gärtnerhaus (Apfelallee 8)
- Wohnhaus mit hofseitigem Stallgebäude (Apfelallee 1–7; ungerade)
- Wohnhaus (Gestüt 4)
- Parkwächterhaus (Greiffenberger Straße 1)
- Chausseehaus (Greiffenberger Straße 2)
- Gestütsmeisterhaus (Parkstraße 3)
- Gefängnis (Parkstraße 9)
- Kirche (Parkstraße 17)
- Wohnhaus für Gutsangestellte (Parkstraße 25–31; ungerade)

## Persönlichkeiten
- Heinrich Alexander Graf von Redern, Grundbesitzer in Görlsdorf